# Trollhättans Atletklubb
Trollhättans Atletklubb, TAK, bildades 6 september 1921. 
Föreningen har fostrat flera av Sveriges mer kända brottare till exempel Världsmästaren Bertil Antonsson, OS-medaljören Janne Karlsson och Frank Andersson.
Klubben bildades 6 september 1921. Den första brottarmattan tillverkade de aktiva själva och årsavgiften var 10 kronor. Tränare och massör var Elof Leonardsson som varit uttagen till OS 1920. Hans arvode var 15 kronor i månaden och kontrakt skrevs 1 månad i taget. De första tävlingarna arrangerades 1922 med stort publikintresse. 
Under 1930-talet fanns flera klubbar i Trollhättan som hade brottning på programmet och det arrangerades flera klubbmatcher där alla ville vara bäst i stan. Bertil Antonsson vann SM 1945 och EM 1946. Bertil Sundin blev förste Europamästare i flugvikt 1947. 1950-talet var T.A.K:s storhetstid. Bertil Antonsson tog guld och silver i VM och OS samt Svenska Dagbladets guldmedalj 1953. Klubbens brottare tog 30 SM och 8 JSM samt hade ett framgångsrikt Fyrstadslag. Bertil Antonsson slutade sin internationella karriär på 1960-talet och Janne Karlsson inledde sin. Klubben hade en bred verksamhet hela decenniet. 
Janne Karlsson hade stora internationella framgångar under 1970-talet i båda brottningsstilarna och tog medaljer i såväl OS, VM som EM. Vidare tog han inte mindre än 28 SM-plaketter. Hans framgångar lockade många ungdomar till klubben. Bland dem fanns bröderna Torbjörn och Frank Andersson, Kalle Tegelberg och Tord Andersson. Ungdomslaget hade mycket stora framgångar som fortsatte in på 1980-talet med namn som Patrik Nilsson, Inge Dahlgren och Joakim Stenholm. 1990 blev T.A.K svenska lagmästare i fristil och Patrik D`Imporzano, Fredrik Behrendtz, Eje Marberg och David Koplovitz blev svenska mästare individuellt under decenniets första hälft. Under andra hälften har T.A.K ej haft några aktiva seniorer, utan påbörjat arbetet med att bygga upp en ungdomsverksamhet från grunden. 